# Acanthaster brevispinus
Acanthaster brevispinus е вид морска звезда от семейство Acanthasteridae.

## Разпространение и местообитание
Видът е разпространен на Филипините, Големия бариерен риф и Сейшелските острови (западната част на Индийския океан).
Среща се на дълбочина от 18 до 75,4 m, при температура на водата от 23,3 до 28,3 °C и соленост 34,1 – 35,5 ‰.